# FCスポルトゥル・ストゥデンツェスク・ブカレスト
FCスポルトゥル・ストゥデンツェスク（FC Sportul Studenţesc）は、ルーマニア・ブカレストにホームを置いていたサッカークラブである。
攻撃的サッカーを伝統とし、1980年代にはゲオルゲ・ハジをはじめとするスター選手がプレーした。ダン・ペトレスク監督の下で2005/06シーズンは4位と躍進、ヨヌーツ・マズィルとゲオルゲ・ブクルの2トップが強力な攻撃陣を形成した。2006/07シーズン開幕前に、財政難のため降格。2010/11シーズンより再びリーガ1に昇格するも、翌シーズンに降格。

## クラブ名の変遷
| 年        | クラブ名                                     |
| 1916-1919 | Sporting Club Universitar București          |
| 1919-1946 | スポルトゥル・ストゥデンツェスク・ブカレスト |
| 1946-1948 | スパルタ・ブカレスト                         |
| 1948-1954 | Clubul Sportiv Universitar București         |
| 1954-1966 | Știința București                            |
| 1966-1969 | ポリテフニカ・ブカレスト                     |
| 1969-2017 | スポルトゥル・ストゥデンツェスク・ブカレスト |

## タイトル

### 国内タイトル
- リーガ2：4回
  - 1936-37, 1971-72, 2000-01, 2003-04
- リーガ3：1回
  - 1958-1959

### 国際タイトル
- バルカン・カップ：1回
  - 1979-1980

## 過去の成績
- 2003-04 リーガ2 1位　昇格
- 2004-05 リーガ1 7位
- 2005-06 リーガ1 4位　財政難のため降格
- 2009-10 リーガ2 2位　昇格
- 2010-11 リーガ1 18位
- 2011-12 リーガ1 17位　降格
- 2012-13 リーガ2 9位　財政難のため降格

## 歴代監督
- ダン・ペトレスク 2004-2006
- ティボル・セリメス 2009-2010
- ヴィオレル・モルドヴァン 2010
- フロリン・テネ 2010-2011
- ゲオルゲ・ムルツェスク 2011
- ダニエル・イザイラ 2011-2012
- ダニエル・ティモフテ 2013

## 歴代所属選手
DF
- ペトレ・マリン 1993-1995

MF
- ゲオルゲ・ハジ 1983-1987
- コスティン・ラザル 1999-2006
- ティベリウ・バラン 2002-2011
- ダチアン・ヴァルガ 2004-2012

FW
- ミルチェア・ルチェスク 1965-1967
- マルセル・コラシュ 1983-1988
- ゲオルゲ・ブクル 1998-2005
- ヨヌーツ・マズィル 1999-2006